# Мехмедович, Хатиджа
Хатиджа Мехмедович (босн. Hatidža Mehmedović; 1952 — 22 июля 2018, Сараево) — боснийская правозащитница, основательница женской ассоциации «Матери Сребреницы», чьи родственники были убиты во время резни в Сребренице в июле 1995 года, организованной сербскими военизированными формированиями во главе с Младичем. После расправы над около 8000 боснийских мужчин и мальчиков, включая её мужа и двух сыновей, Мехмедович стала активным сторонником привлечения к ответственности лиц, совершивших это преступление.  

## Биография
Хатиджа Мехмедович родилась в 1952 году. На момент начала Боснийской войны Хатиджа Мехмедович была домохозяйкой с начальным школьным образованием. Она жила со своим мужем Абдуллой и их сыновьями Азмиром и Альмиром (которого звали Лало) в Видиковаце, недалеко от Сребреницы на востоке Боснии и Герцеговины.

### Резня в Сребренице
К 1995 году сербские силы захватили большую часть восточной Боснии и изгнали местное боснийское и хорватское население в ходе кампаний этнических чисток. Их цель заключалась в аннексии контролируемых сербами районов и конечное присоединение их к соседней Сербии. Более 40 000 человек, в основном босняки, укрылись в Сребренице, одном из последних анклавов региона вне пределов контроля боснийских сербов. Однако и он был захвачен силами, возглавляемыми Младичем. Женщины из Сребреницы были эвакуированы, но большая часть мужского населения, находившегося тогда в Сребренице, была убита сербскими военизированными формированиями под командованием Младича.
Хатиджа Мехмедович последний раз видела своего мужа и двоих сыновей в лесистых холмах, окружающих Сребреницу, до их разделения. Расставаясь с близкими, она и представить себе не могла, что все они будут убиты сербами, и ожидала воссоединиться с ними дня через два-три .
Мехмедович отвезли в относительно безопасную Кладань, город в окрестностях Тузлы. Представители Красного Креста позже сообщили Мехмедович, что её муж и сыновья пропали без вести. Впоследствии стало известно, что среди около 8000 жертв резни были муж, двое сыновей и двое её братьев (Эдем и Хамед).

### Правозащитная деятельность
Позднее останки её мужа и сыновей были найдены среди многочисленных братских могил, обнаруженных в районе, прилегающем к Сребренице. Их тела были опознаны. В 2010 году Мехмедович перезахоронила их на мемориальном кладбище жертв резни в Сребренице в соседней деревне Поточари.
Мехмедович жила в пригороде Сараево с конца 1990-х до 2002 года. В 2002 году она вернулась в свой довоенный дом в Видиковаце, расположенный недалеко от Сребреницы по дороге в Поточари, несмотря на свои воспоминания о войне и резне. Она была одним из первых боснийских мусульман, навсегда вернувшихся в этот район после окончания Боснийской войны, желая показать, что босняки и боснийские сербы всё еще могут жить бок о бок. Мехмедович вернулась в совершенно другую область, отличную от её прежней родины. В 2002 году в регионе были проблемы с  электричеством и мало дорог с твёрдым покрытием. Её единственным соседом в то время был пожилой серб, которому она помогала по хозяйству и покупкам. Мехмедович подчёркивала, что не винит сербов и не возлагает на них коллективную ответственность. Вместо этого она начала активно выступать за арест и осуждение отдельных лиц, совершивших резню в Сребренице. 
В том же году Мехмедович основала ассоциацию «Матери Сребреницы», куда входили женщины и выжившие, чьи родственники были убиты во время резни в Сребренице. «Матери Сребреницы» выступали за справедливость для жертв и собирали пожертвования для выживших и их семей. Мехмедович была руководителем и президентом этой организации. 
Хатиджа Мехмедович стал ярым защитником справедливости для своей семьи и других жертв геноцида. Она выступала перед боснийской и международной аудиторией, включая журналистов, школьников, правозащитников, соседей и политиков. В интервью перед смертью она вновь заявила о своей поддержке правосудия для жертв: «мы не можем позволить, чтобы те, кто убил, стали такими же, как те, кто был убит. Я не должна быть единственной, кто боится будущего, в котором мы не знаем, кто был преступником, а кто жертвой».
В последние годы жизни Мехмедович выступала против растущего национализма в Боснии. Она публично осуждала политиков на Балканах, которые отрицали сам факт резни в Сребренице или поддерживали этническое или религиозное разделение в регионе.
В ноябре 2017 года Мехмедович отправилась в Гаагу, где присутствовала в зале суда во время вынесения приговора Ратко Младичу к пожизненному заключению за его роль в массовых убийствах в Сребренице. В интервью Deutsche Welle после оглашения приговора Мехмедович отметила, что «пожизненное заключение для Младича - это всего лишь капля в море». Говоря от имени главы «Матерей Сребреницы» она отметила, что «мы, матери, живем только воспоминаниями о наших детях». Мехмедович также напомнила о том, что по-прежнему остаются лица, совершившие другие преступления против человечности во время Боснийской войны, которые также должны предстать перед судом, добавив: «Мы сожалеем о том, что он [Младич] был осужден только за Сребреницу, а не за геноцид в других боснийских общинах. Мясников судят, но образование, созданное этими преступлениями (сербская республика в Боснии и Герцеговине, Республика Сербская), всё ещё существует. Их правители хотят сделать её государством или присоединить к Сербии. Мы никогда не примем этого.»
Дом Мехмедович близ Сребреницы, в который она добилась права вернуться в 2002 году, стал памятником жертвам резни. Она ухаживала за тремя соснами во дворе, которые её сын Альмир посадил перед Боснийской войной. Она также сохранила цементную дорожку, ведущую к её дому, на которой Альмир написал своё имя на ещё не затвердевшем бетоне.

## Смерть
Хатиджа Мехмедович умерла от осложнений рака молочной железы в больнице в Сараево 22 июля 2018 года, в возрасте 65 лет. Её смерть была подтверждена Камилем Дураковичем, её другом и бывшим мэром Сребреницы, который назвал её «жёсткой, сильной женщиной, невероятным лидером в преимущественно патриархальном обществе, в котором женщины остаются в основном на заднем плане».
Сотни людей присутствовали на её похоронах в Сребренице. Она была похоронена в соседней деревне Суческа.
Михаэль Бранд, немецкий политик и член Бундестага, тесно сотрудничавший с Мехмедович, отмечал, что она «сражалась как львица» от имени жертв резни и их семей, но «справедливость была её миссией, а не местью». Он назвал её «занозой в боку людей, которые по сей день пытаются замять самые серьезные военные преступления и переписать историю» и повторил, что без Мехмедович многие детали и исполнители резни в Сребренице никогда бы не были раскрыты.